# Jennie Carignan

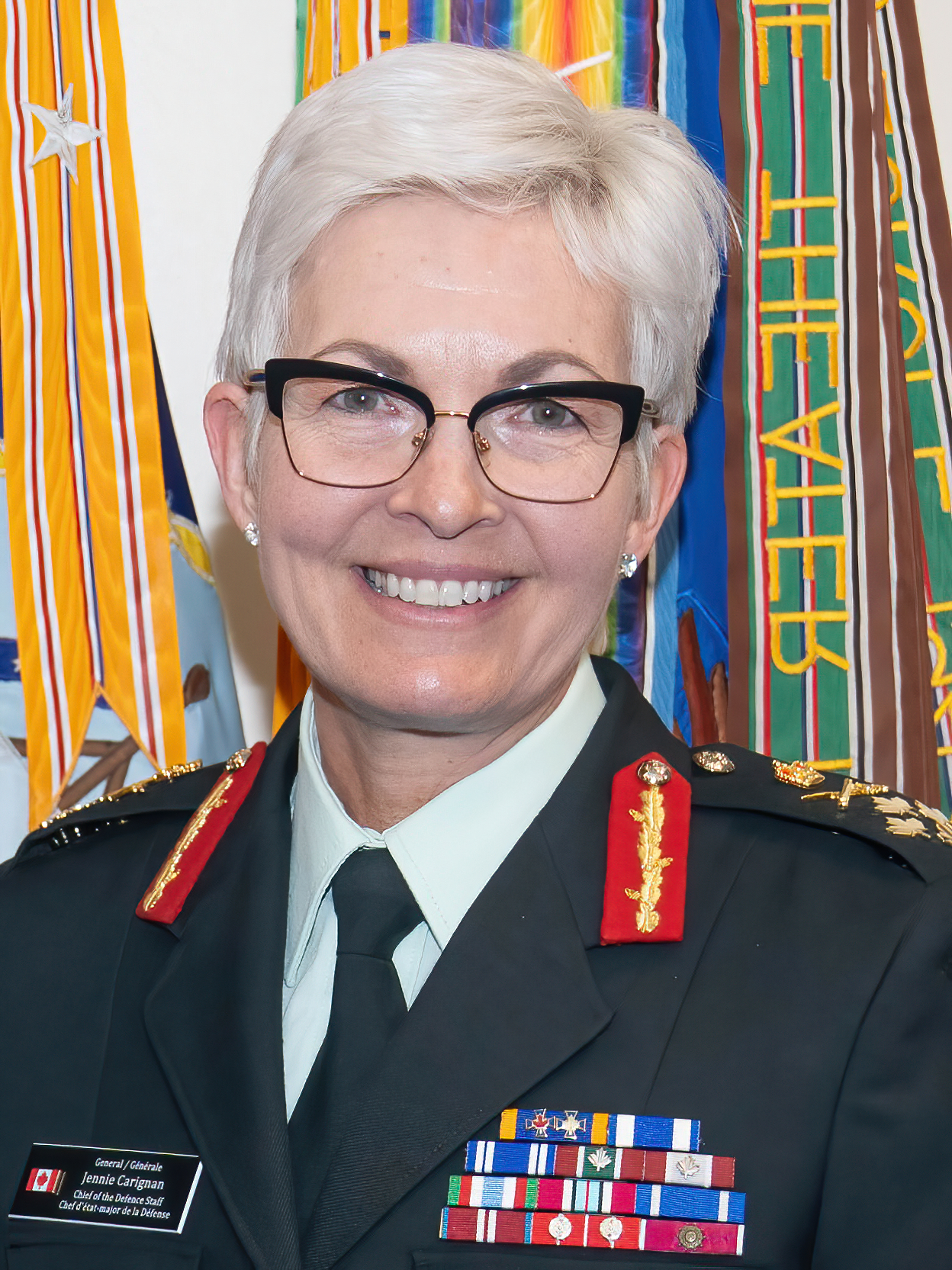
Jennie Carignan (2024)

Jennie Carignan (* 1968 in Asbestos, Quebec) ist eine kanadische Offizierin der Canadian Army im Dienstgrad General. Sie ist die Oberbefehlshaberin (Chief of the Defence Staff) der kanadischen Streitkräfte und damit die erste Frau auf dieser Position.

## Leben
Carignan wuchs in Val-des-Sources auf, das früher den Namen Asbestos trug. Ihre Familie war französischsprachig. 1986 trat sie den kanadischen Streitkräften bei, sieben Jahre nachdem das Royal Military College of Canada auch Frauen erlaubte, sich einzuschreiben. Sie heiratete 1990 Eric Lefrançois, der mit ihr im selben Platoon an der Militärakademie gedient hatte. Das Paar hat vier Kinder, für die Lefrançois seine Karriere beendet hatte, um sich um sie zu kümmern.
1993 war Carignan Teil der United Nations Disengagement Observer Force auf den Golanhöhen, zwei Jahre darauf diente sie bei der United Nations Protection Force in Bosnien und Herzegowina. In dieser Zeit wurde sie erstmals schwanger. Carignan wurde 1999 zum Major befördert und schloss ein MBA-Studium an der Universität Laval ab. Darüber hinaus besuchte sie ein Programm des Command and General Staff College und hat einen Masterabschluss in Militärwissenschaften von der School of Advanced Military Studies. 2002 war sie nochmals in Bosnien stationiert, um dort Felder von Sprengfallen zu befreien. Sie war zunächst stellvertretende Kommandeurin des 5 Combat Engineer Regiment und ab 2003 dessen kommissarische Kommandeurin. 2005 erfolgte die Beförderung zum Lieutenant Colonel.
Nach einer kurzen Zeit als Dozentin am Canadian Army Command and Staff College in Kingston kehrte sie zum 5 Combat Engineer Regiment zurück und wurde dessen Kommandeurin. Von 2009 bis 2010 kommandierte sie das Ingenieursregiment der Task Force Kandahar in Afghanistan und übernahm nach ihrer Rückkehr den Posten der stellvertretenden Kommandeurin der 5 Canadian Mechanized Brigade Group. Sie wurde im Juni 2011 zum Colonel befördert. Im Juli 2013 übernahm sie den Direktorenposten des Royal Military College Saint-Jean. Ihre Beförderung zum Brigadier General erfolgte am 15. Juni 2016. Damit einher ging die Ernennung zur Stabschefin für Armeeoperationen. Carignan wurde somit die erste Kanadierin, die diesen Rang in einer der direkten Kampfsparten der Streitkräfte erreichte. 2019 folgte die Beförderung zum Major General. Sie übernahm gleichzeitig eine Trainingsmission im Irak. Zwei Jahre übernahm sie den neu geschaffenen Posten des Chief for Professional Conduct and Culture, der sich um die Verhinderung sexueller Übergriffe beim kanadischen Militär kümmern soll. Sie wurde dafür zum Lieutenant General befördert.
Justin Trudeau ernannte Carignan am 3. Juli 2024 zur Nachfolgerin von General Wayne Eyre als Chief of the Defence Staff, dem Oberbefehlshaber der kanadischen Streitkräfte. Sie übernahm den Posten am 18. Juli 2024 im Rahmen einer von Generalgouverneurin Mary Simon geleiteten Zeremonie am Kanadischen Kriegsmuseum und wurde dafür in den Rang eines Generals befördert.